# Super Smash Bros. Brawl
Super Smash Bros. Brawl (jap. 大乱闘スマッシュブラザーズX Dairantō Smash Brothers X) – bijatyka wyprodukowana przez Sora Ltd. i wydana przez Nintendo na konsolę do gier Wii. Jest to trzecia część serii Super Smash Bros., w której udział biorą różne postacie z gier Nintendo.
Gra miała premierę w Japonii 31 stycznia, a w Stanach Zjednoczonych 9 marca 2008. W Australii gra została wydana 26 czerwca, a w Europie dzień później.

## Piosenka tytułowa
Tytułowa piosenka została skomponowana przez Nobuo Uematsu, słowa są dziełem Masahiro Sakurai, który jest twórcą serii. Piosenka jest śpiewana po łacinie.